# غالب بن عبد الرحمن الناصري
ذو السيفين أبو تمام غالب بن عبد الرحمن الناصري الأندلسي صاحب مدينة سالم والثغر الأدنى وشيخ موالي بني أمية وفارس الأندلس. وصهر محمد بن أبي عامر بزواج محمد من ابنته أسماء.

## مكانته في عهد الحكم المستنصر
كان غالب من موالي الخليفة عبد الرحمن الناصر لدين الله، كما كان من نصحاء ابنه الخليفة الحكم المستنصر بالله ومستشاريه المقربين. أسند إليه الحكم القيادة العامة عام 361 هـ. وبعد انتصاره في معركة حصن غرماج عام 364 هـ، قلّده الحكم سيفين مذهبين وسمّاه «ذي السيفين».
تولى غالب مدينة سالم في بداية حكم الخليفة الحكم المستنصر بالله، وصاحب أردونيو الرابع ملك ليون في زيارته لقرطبة في صفر 351 هـ، عندما زار بلاط الحكم المستنصر لطلب المعاونة على استرداد عرشه من غريمه سانشو الأول. وفي صيف 352 هـ، أرسله الحكم في حملة على مدينة قلهرة إحدى قواعد نافارا الغربية، فافتتحها، وحصّنها وشحنها بالرجال. وفي عام 360 هـ، عهد إليه الحكم بقيادة القوات البرية والبحرية التي كلفها الحكم بصدّ هجوم النورمان على غرب الأندلس، الذين ارتدوا أمام دفاع المسلمين.
وفي رمضان 362 هـ، كلّفه الحكم بالعبور إلى المغرب بجيش جرار لقتال الأدارسة واستئصال شأفتهم، واستمالة القبائل بالمال. فاستطاع غالب أن يحقق انتصارات عسكرية، انتهت باستسلام الحسن بن كنون آخر الحكام الأدارسة في المغرب وإعلان طاعته للخليفة الأموي في جمادى الآخر 363 هـ، ثم عبر الحسن بن كنون وأهله إلى الأندلس بصحبة غالب في أواخر ذي الحجة من العام نفسه، ليقدّم طاعته للحكم في قصر الخلافة.
وفي شعبان 364 هـ، هاجم تحالف جيوش الجلالقة وقشتالة والبشكنس حصن غرماج الواقع على نهر دويرو بالقرب من مدينة سالم، فقاومتهم الحامية الإسلامية إلى أن بعث الحكم غالب بن عبد الرحمن في قوة مختارة من الجند للدفاع عن الحصن، تزامنًا مع وصول مدد من جند ليون للقوات المسيحية، حتى زادت عن ستين ألفًا، ودارت معركة عنيفة انتهت بانتصار المسلمين قبل وصول قوات غالب، الذي واصل اجتياحه لأراضي قشتالة وعاد منها غانمًا.

## صراعه مع ابن أبي عامر
بعد وفاة الخليفة الحكم المستنصر بالله واستخلاف ولده هشام المؤيد بالله الذي كان طفلاً تحت وصاية أمه صبح البشكنجية، استغل محمد بن أبي عامر حظوته لدى أم الخليفة، فاستصدر عام 366 هـ مرسومًا من الخليفة بتنصيب غالب بن عبد الرحمن وزيرًا وقائدًا أعلى على أن ينتدب لقيادة جيش الثغر، وذلك في إطار مساعي ابن أبي عامر للإطاحة بالحاجب جعفر بن عثمان المصحفي غريم غالب بن عبد الرحمن. فلجأ جعفر إلى إحباط ذلك بأن طلب يد أسماء بنت غالب لابنه محمد، وكادت أن تتم المصاهرة لولا مناشدة ابن أبي عامر لغالب أن يزوجه ابنته، وهو ما تم في محرم 367 هـ.
إلا أنه بعد أن أطاح ابن أبي عامر بجعفر المصحفي في شعبان 367 هـ، لم يبق هناك من شخصية تنازعه المكانة سوى صهره غالب، وهو ما أدركه غالب فداهن صهره، ودعاه ابن أبي عامر وهو عائد من إحدى الحملات على قشتالة إلى وليمة في أنتيسة إحدى مدن الثغر الأدنى التي تحت سيطرتهن وحاول الفتك به غير أن ابن أبي عامر نجا بعد أن أصيب إصابة خفيفة. غادر ابن أبي عامر إلى قرطبة وهو يضمر التجهيز لقتال غالب، الذي استعان بقوات من لدن راميرو الثالث ملك ليون، وسرعان ما اشتبكت قوات غالب ومحمد بن أبي عامر في معركة بالقرب من أنتيسة كادت أن تنتهي بانتصار قوات غالب، لولا سقوطه صريعًا من على جواده في 4 محرم 371 هـ/9 أغسطس 981 م، وحُملت رأسه لابن أبي عامر.